# Théodore Valensi
Pour les articles homonymes, voir Valensi (homonymie).
Théodore Valensi est un homme politique français né le 21 juin 1886 à Tunis (Tunisie) et mort le 10 septembre 1959 à Nice (Alpes-Maritimes).

## Biographie
Avocat à Paris, il est élu député de la Haute-Saône en 1928, mais son élection est invalidée et il est battu lors de l'élection partielle qui suit. Il retrouve son siège de 1932 à 1936, et s'inscrit au groupe Républicain socialiste.   
Arrêté en août 1941 avec 51 autres avocats juifs, il est interné au camp de Drancy. Un quotidien collaborationniste, Paris-Soir, publie un reportage antisémite consacré à Valensi et ses collègues sous le titre « Je les ai vus, ces juifs millionnaires, ex-célébrités du barreau parisien internés dans un camp proche de notre capitale ». 
Théodore Valensi est transféré en 1943 sur l'île d'Aurigny, dans les îles anglo-normandes, et survit malgré les travaux de force imposés par les Allemands.  
Il est attaché financier aux États-Unis de 1947 à 1948, puis reprend son activité d'avocat tout en écrivant des romans.
L'Académie française lui décerne son prix d’Académie en 1954 pour son ouvrage Le Romantisme et Schumann.
Il est inhumé au cimetière du Père-Lachaise (96e division).

## Sources
- « Théodore Valensi », dans le Dictionnaire des parlementaires français (1889-1940), sous la direction de Jean Jolly, PUF, 1960 [détail de l’édition]